# Раухенеггер, Бенно
Бенно Раухенеггер (нем. Benno Rauchenegger; 20 августа 1843, Мемминген — 1 августа 1910, Мюнхен) — немецкий писатель
, журналист и драматург, популярный мюнхенский юморист, особенно известный рассказами из народного быта, написанными на баварском диалекте, и пьесами.

## Биография
После окончания гимназии вступил на военную службу. Затем занимался бизнесом, позже, журналистикой и писательской деятельностью. С 1877 года работал в Министерстве внутренних дел. Следующие 20 лет писал только в свободное время. В 1897 году был досрочно отправлен на пенсию по болезни.

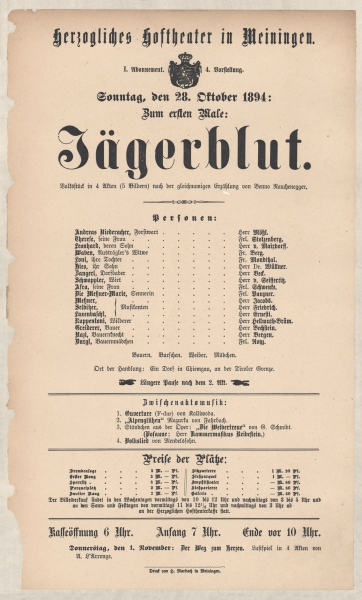
Афиша пьесы «Jägerblut»

В 1888 году опубликовал путеводитель по Мюнхену, написал несколько пьес для Бауэрнтеатра . Иногда использовал псевдоним «Ганс Фельзингер»